# العقد المدائني
العقد المدائني يطلق عليه اسم العقد المفصص الذي يتكون من ثلاثة اقواس وليس ثلاثة فصوص، وهو يعتبر من أهم العقود التي استخدمت في العمارة الإسلامية ولا سيما في المداخل المؤدية إليها، ويعرف هذا العقد بالعقد المدائني، وأصله عقد مدبب مكون من ثلاثة فصول، وقد وجد هذا النوع من العقود مستخدماً في كثير من العمائر الإسلامية المبكرة، كما هو الحال في بوابة بغداد بمدينة الرقة 155هـ/772م وفي جامع سامراء الكبير 234هـ/237هـ، كما وجد في مصر في بعض منازل الفسطاط. وقد شاع هذا النوع من العقود في عمائر المماليك شيوعاً منقطع النظير. واستمر استخدامه كذلك في عمائر العثمانيين بمصر. وقد وجد هذا النوع من العقود في المدخل الرئيسي لجامع العريان.